# Fundación Ferrocarril de Antioquia
La Fundación Ferrocarril de Antioquia es una fundación sin ánimo de lucro de carácter privado constituida por entidades públicas y privadas relacionadas al departamento de Antioquia, a saber: la Fundación para la Conservación y Restauración del Patrimonio Cultural Colombiano (perteneciente al Banco de la República); EDATEL; el IDEA y el Municipio de Medellín; y como miembros del consejo de administración, la Biblioteca Pública Piloto y la Sociedad Antioqueña de Ingenieros y Arquitectos. Se dedica principalmente a la restauración del patrimonio arquitectónico del departamento, así como a la construcción de obras nuevas en el mismo.
La fundación surgió durante el proceso de restauración de la Estación Medellín del Ferrocarril de Antioquia (en el cruce de San Juan con Carabobo, frente a la Plaza de Cisneros), durante la construcción del Centro Administrativo La Alpujarra, en 1986.